# 50 літ Казахстана
50 літ Казахста́на (каз. Қазақстанның 50 жылдығы) — село у складі Коксуського району Жетисуської області Казахстану. Входить до складу Муканшинського сільського округу.
У радянські часи село називалось Отділення совхоза імені 50 літ Казахської РСР або 50 літ Казахської РСР.
Населення — 341 особа (2021; 650 у 2009, 883 у 1999, 1652 у 1989).